# Greene, Maine
Greene är en kommun (town) i Androscoggin County i Maine. Vid 2010 års folkräkning hade Greene 4 350 invånare.